# Ophiuche semilutea
Ophiuche semilutea là một loài bướm đêm trong họ Erebidae.